# Stadtgericht Pillau
Das Stadtgericht Pillau war bis 1849 ein preußisches Land- und Stadtgericht mit Sitz in Pillau.

## Geschichte
König Friedrich Wilhelm I. verlieh Pillau am 18. Januar 1725 das Stadtrecht. Das Stadtgericht Pillau war ab 1808 ein Gericht 2. Klasse im Sprengel des Oberlandesgerichts Königsberg.
1837 umfasste der Gerichtsbezirk die Stadt und die Festung Pillau mit 2828 Gerichtseingesessenen und fünf Ortschaften (Grenzhaus, Großbruch, Möwenhafen, Alt-Tief und Neu-Tief) mit 73 Gerichtseingesessenen (zusammen also 2901 Gerichtseingesessene). Am Gericht waren ein Stadtrichter und zwei Mitarbeiter beschäftigt. Das Gericht hatte seinen Sitz im städtischen Rathaus.
Nach der Märzrevolution wurden 1849 einheitlich Kreisgerichte gebildet. In Pillau entstand die Gerichtskommission Pillau des Kreisgerichts Königsberg.